# Museu Comarcal de l'Horta Sud Josep Ferrís March
El Museu Comarcal de l'Horta Sud Josep Ferrís March és un centre de conservació, difusió, investigació i exposició del patrimoni cultural de la comarca de l'Horta Sud, reconegut com a tal mitjançant resolució de 28 de febrer de 1996 del conseller de Cultura, Educació i Ciència de la Generalitat Valenciana.

## Edifici
El museu està situat a l'edifici l'Estudiant de Boqueta, una antiga casa de llauradors construïda durant la primera dècada del segle XX a Torrent. L'edifici, d'acord amb el «Catàleg de Proteccions de Torrent», és considerat bé inmoble de rellevència local (BRL).

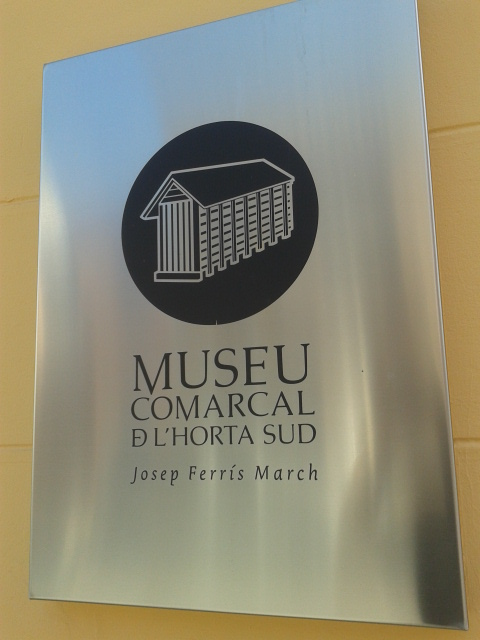

## Història
El Museu Comarcal de l'Horta Sud Josep Ferrís March naix per iniciativa de la Fundació Horta Sud amb la finalitat de donar a conèixer la cultura tradicional de la comarca que durant segles ha constituït el senyal identitari que ha atorgat una personalitat pròpia a aquest territori.

## Exposició i Col·lecció
Disposa d'una exposició permanent que permet conèixer la forma de vida d'una família de la comarca dins el context de la societat preindustrial, que en la majoria dels casos obtenien de la terra els seus recursos.
El museu promou la dinamització cultural i social del seu àmbit comarcal, destacant els elements que han definit la personalitat de la comarca de l'Horta Sud al llarg de la història.
Actualment les col·leccions del museu estan dividides en tres grups: objectes de l'aixovar domèstic, ferramentes agrícoles i ferramentes relacionades amb els diferents oficis artesanals i servicis. D'este fons únicament es mostren en l'exposició permanent els objectes pertanyents a la vivenda i al treball del camp, mentres que la resta es guarda en els magatzems del museu per a ser exposat dins dels programes d'exposicions temporals i per a servir a la finalitat d'investigació.

## Consorci
La gestió del Museu es fa a través d'un consorci format per quatre institucions: la Mancomunitat Intermunicipal de l'Horta Sud, l'Ajuntament de Torrent, la Fundació Horta Sud i Caixa Rural Torrent, constituït el 3 de maig de 1999. El museu està dedicat a Josep Ferrís March, director de la Caixa d'Estalvis de Torrent.
L'any 2017 entrà a formar part de la Xarxa de Museus Etnològics Locals, coordinada pel Museu Valencià d'Etnologia.

## Actualitat
Una iniciativa impulsada per l'àrea de Patrimoni de la Universitat de València per a tractar de salvar fotografies i material gràfic afectat per la dana compta des d'ara amb la col·laboració del Museu de l'Horta Sud; convertint-se en el primer laboratori de campanya del projecte.